# Jackie Brown
Jackie Brown je ameriški kriminalni film iz leta 1997, ki ga je režiral in zanj napisal scenarij Quentin Tarantino. Temelji na romanu Elmorja Leonarda Rumov punč iz leta 1992, kar je edina Tarantinova ekranizacija kakšnega literarnega dela. Film je tudi poklon filmskega gibanja blaxploitation iz 1970-tih let, posebej filmoma Coffy (1973) in Foxy Brown (1974), v katerih glavno vlogo odigra prav tako Pam Grier. Ob Grierovi v naslovni vlogi nastopajo še Samuel L. Jackson, Robert Forster, Bridget Fonda, Michael Keaton, in Robert De Niro. 
Grierova in Forster sta imela že uspešno predhodno kariero, toda že več let nista odigrala glavne vloge, zato je ta film oživil njuno kariero. Forster je bil nominiran oskarja za najboljšo moško stranko vlogo, Jackson in Grierova pa za Zlati globus za najboljšo moško oz. žensko vlogo v komediji ali muzikalu. Film je bil tudi nominiran za Zlatega leva na Berlinskem filmskem festivalu, kjer je Jackson osvojil Srebrnega leva na najboljšega igralca.

## Vloge
- Pam Grier kot Jackie Brown
- Samuel L. Jackson kot Ordell Robbie
- Robert Forster kot Max Cherry
- Bridget Fonda kot Melanie Ralston
- Michael Keaton kot Ray Nicolette
- Robert De Niro kot Louis Gara
- Michael Bowen kot det. Mark Dargus
- Chris Tucker kot Beaumont Livingston
- LisaGay Hamilton kot Sheronda
- Tommy »Tiny« Lister Jr. kot Winston
- Hattie Winston kot Simone
- Sid Haig kot sodnik
- Aimee Graham kot Amy
- Diana Uribe kot Anita Lopez
- Gillian Iliana Waters kot Mossberg 500 Tammy Jo
- Quentin Tarantino kot glas na tajnici